# Jan Möller
Jan Möller (n. Malmö, Suecia, 17 de septiembre de 1953) es un exfutbolista sueco, que jugaba de portero y militó en diversos clubes de Suecia, Inglaterra y Canadá. Möller tuvo 2 ciclos con el Malmo (club de su ciudad natal) y con el cual, obtuvo el subcampeonato de la UEFA Champions League 1978-79, perdiendo la final de Múnich, ante el Nottingham Forest de Inglaterra, tras encajar el gol de Trevor Francis.

## Selección nacional
Con la Selección de fútbol de Suecia, disputó 17 partidos internacionales. Incluso participó con la selección sueca, en una sola edición de la Copa Mundial. La única participación de Möller en un mundial, fue en la edición de Argentina 1978. donde su selección quedó eliminado, en la primera fase de la cita de Argentina.

### Participaciones en Copas del Mundo
| Mundial                        | Sede      | Resultado    |
| ------------------------------ | --------- | ------------ |
| Copa Mundial de Fútbol de 1978 | Argentina | Primera Fase |

## Clubes
| Club             | País       | Año         |
| ---------------- | ---------- | ----------- |
| Malmo            | Suecia     | 1971 - 1980 |
| Bristol City     | Inglaterra | 1980 - 1982 |
| Toronto Blizzard | Canadá     | 1982 - 1983 |
| Malmo            | Suecia     | 1984 - 1988 |
| Helsingborg      | Suecia     | 1989 - 1991 |
| Trelleborg       | Suecia     | 1992 - 1993 |